# محصول شکافت هسته‌ای
فرایند شکافت هسته‌ای فرایندی است که طی آن یک هسته سنگین با شکافته شدن و تولید انرژی بسیار زیاد به چند هسته کوچکتر تجزیه شده و تعدادی نوترون از خود آزاد می‌سازد. هسته‌های ایجاد شده طی این فرایند، محصول شکاف هسته‌ای(به انگلیسی: Nuclear fission product) یا محصول شکافت نام دارند.